# Crocallis
Crocallis är ett släkte av fjärilar som beskrevs av Treitschke 1825. Crocallis ingår i familjen mätare.

## Bildgalleri

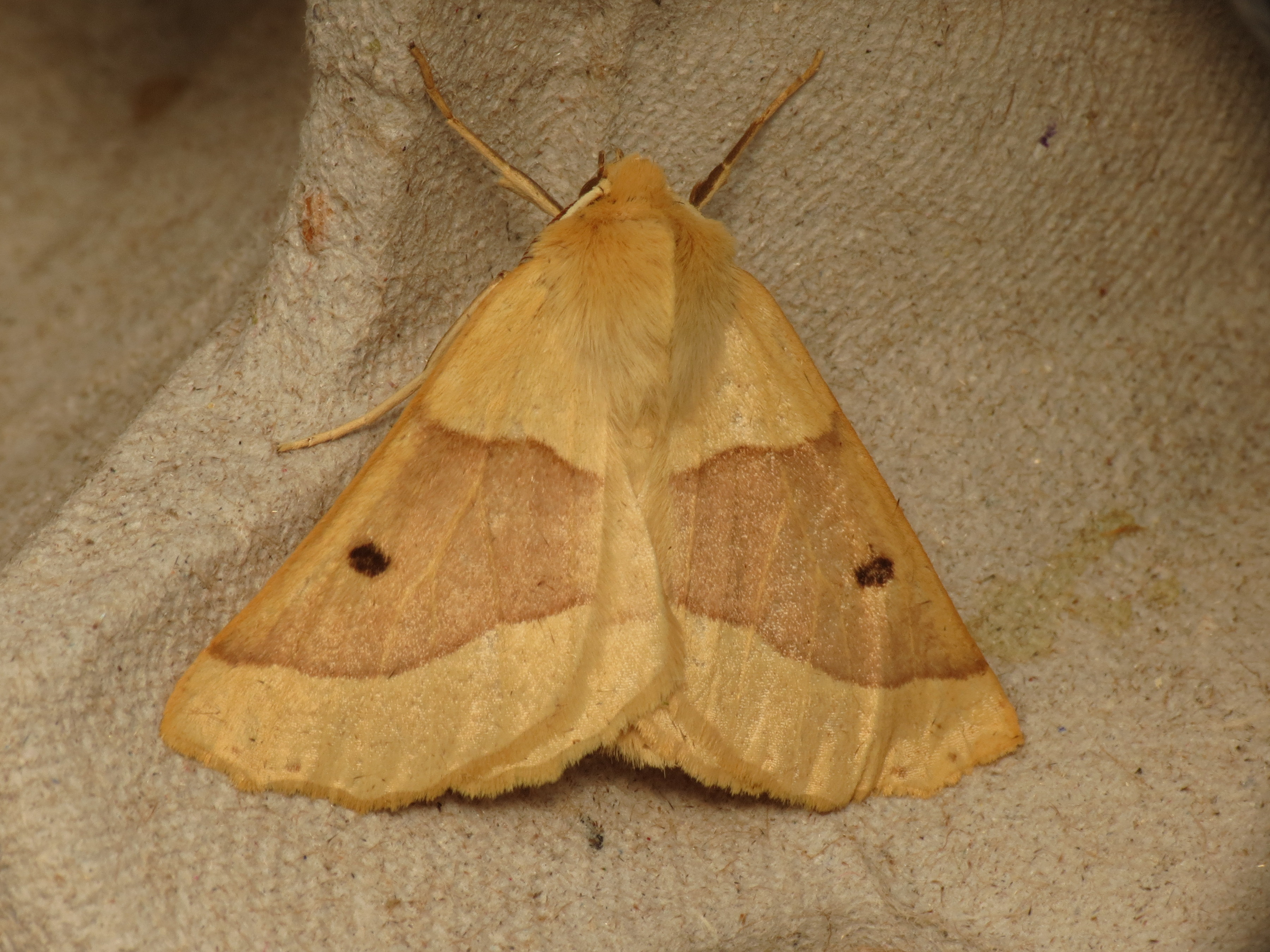
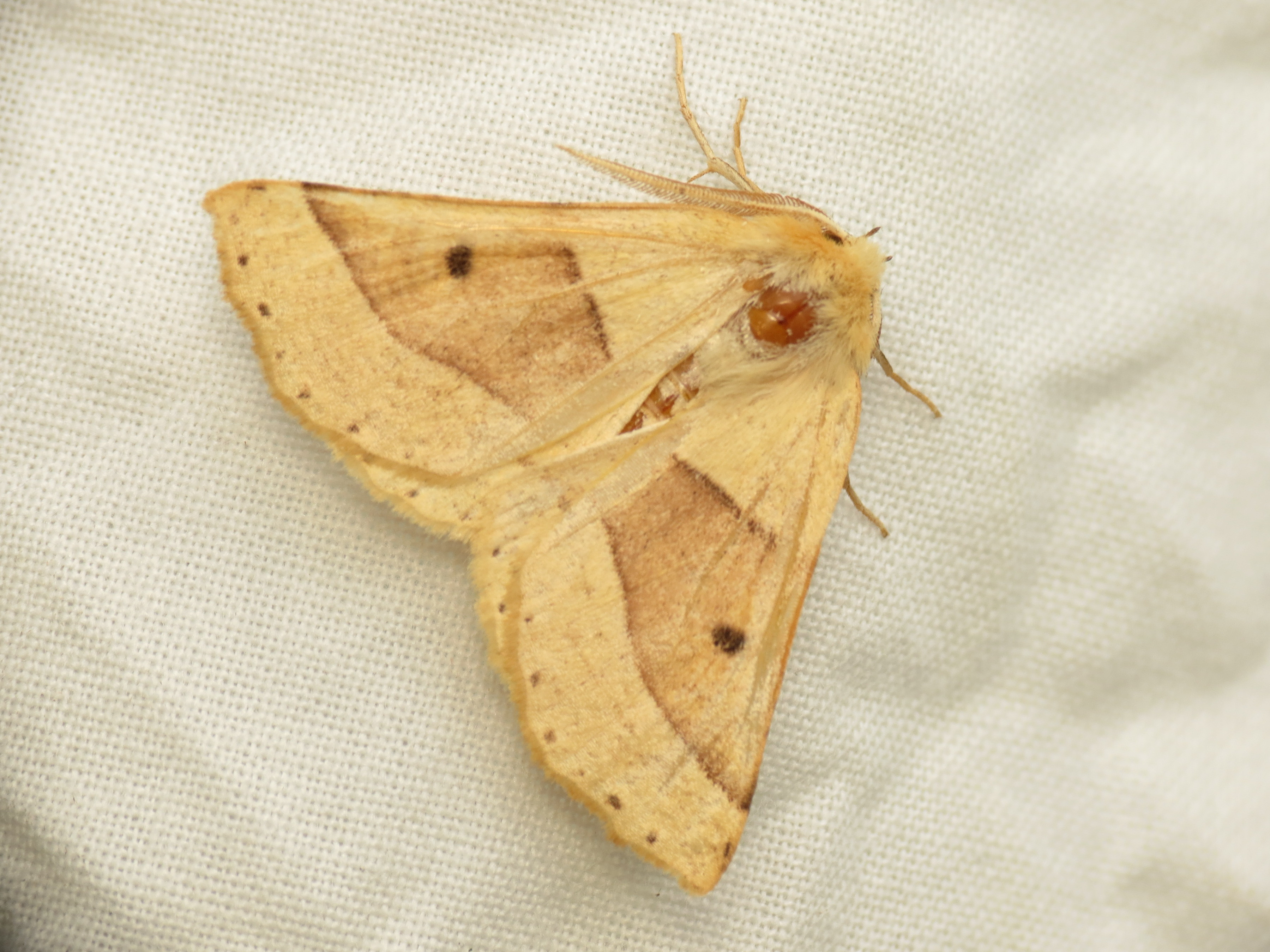
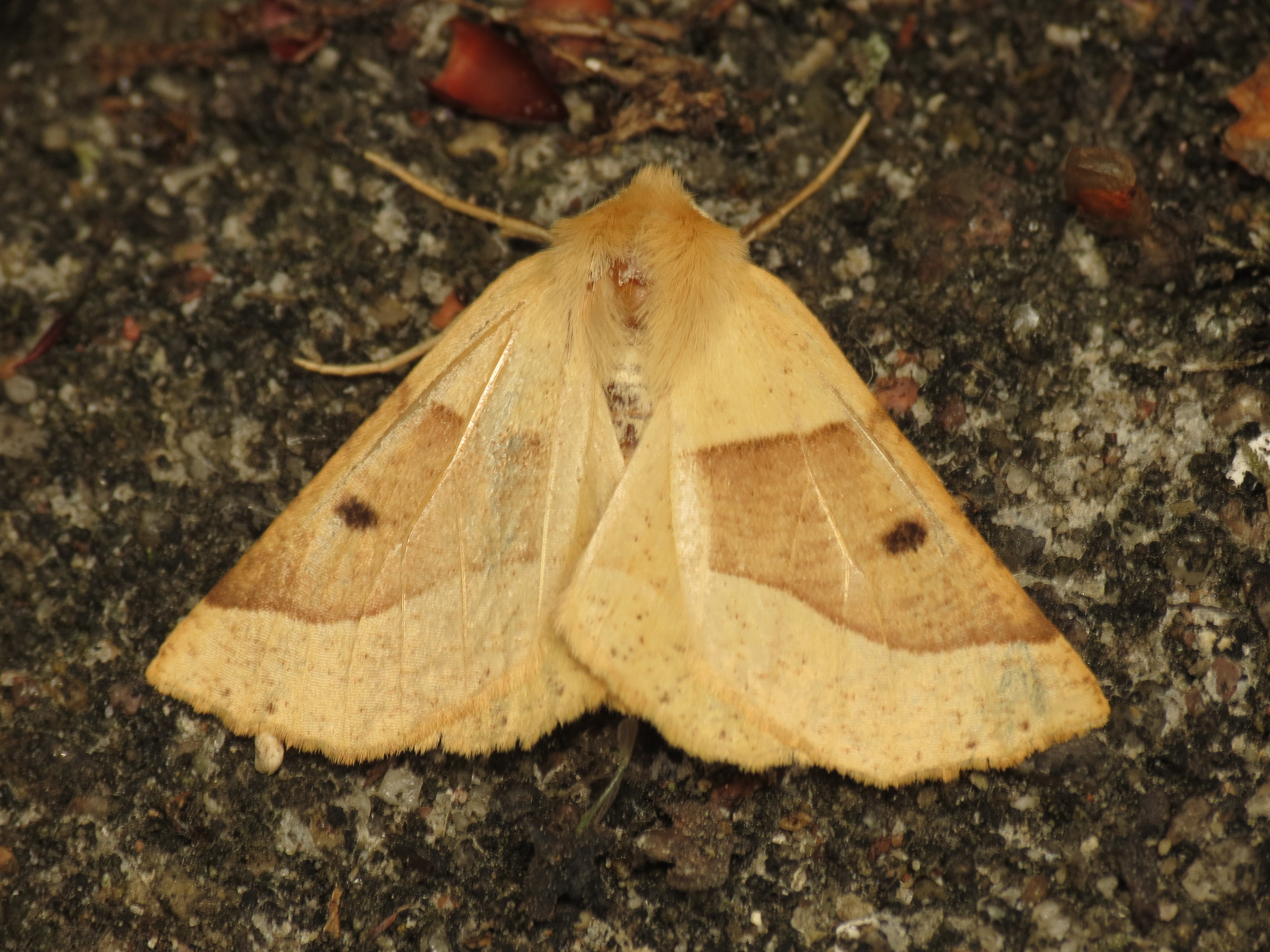
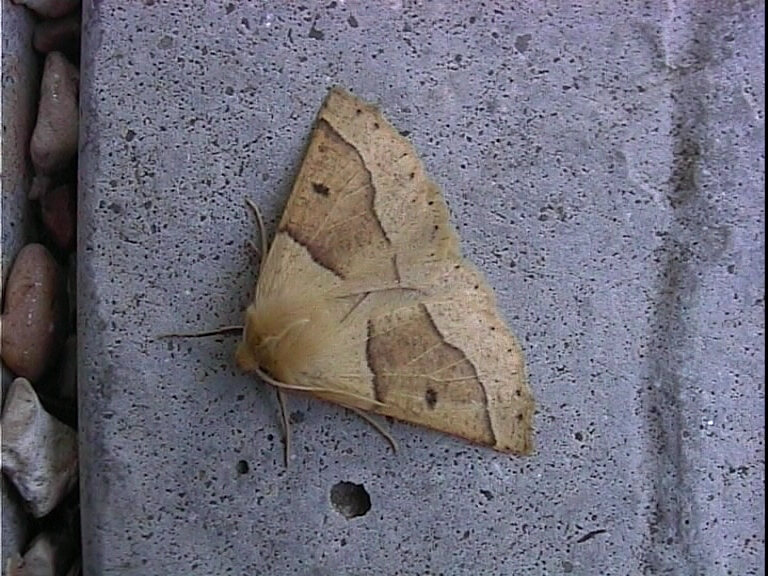
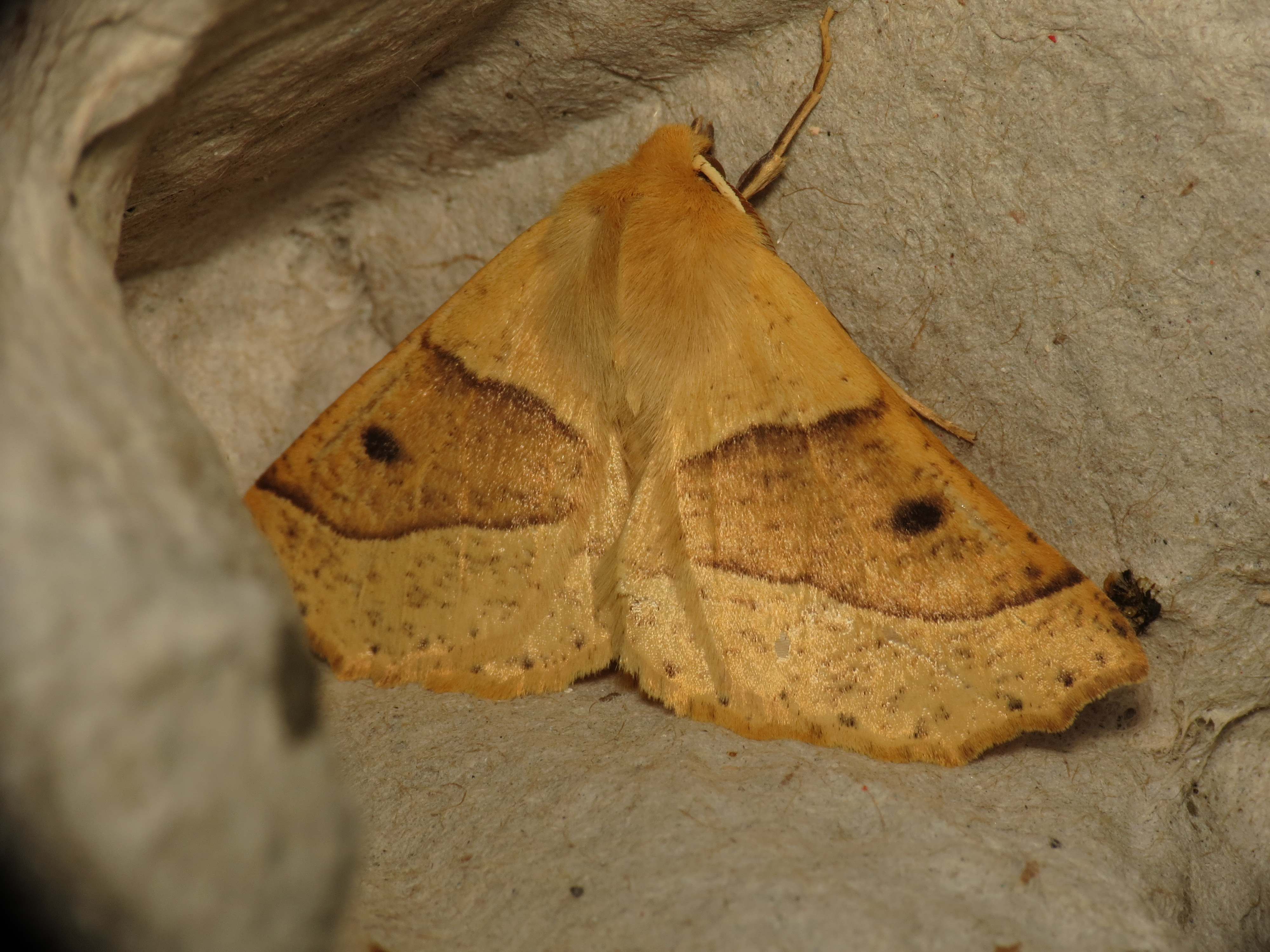
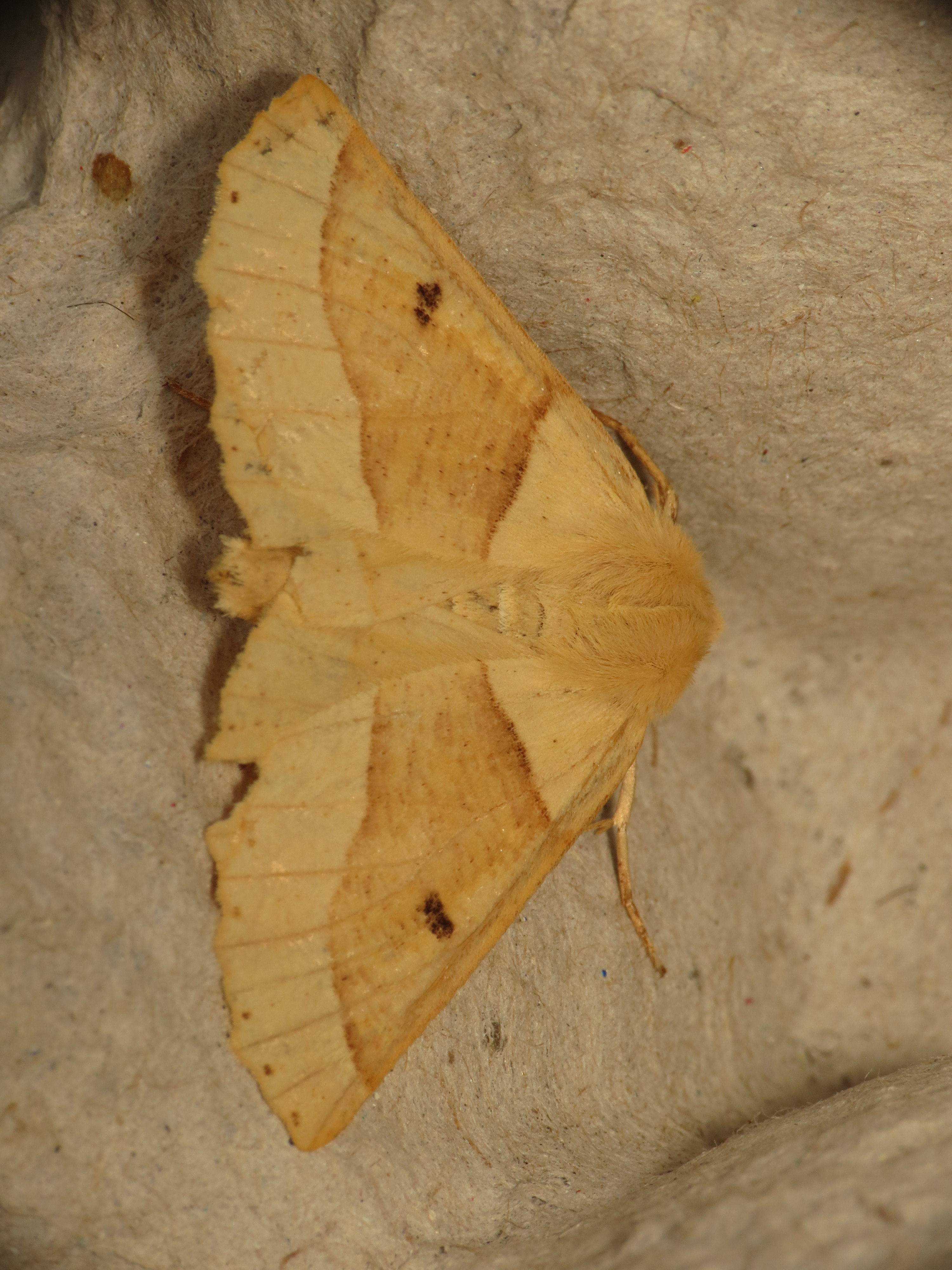

## Dottertaxa tillCrocallis, i alfabetisk ordning[1][2]
- Crocallis aequaria
- Crocallis aglossaria
- Crocallis albarracina
- Crocallis atlantica
- Crocallis auberti
- Crocallis aurantiaca
- Crocallis bacalladoi
- Crocallis bieli
- Crocallis boisduvalaria
- Crocallis brevipennis
- Crocallis crassilineata
- Crocallis dardoinaria
- Crocallis dardouinaria
- Crocallis defasciata
- Crocallis delineata
- Crocallis depuncta
- Crocallis elinguaria
- Crocallis extimaria
- Crocallis fasciata
- Crocallis fuliginosa
- Crocallis fusca
- Crocallis gaigeri
- Crocallis guadaria
- Crocallis impuncta
- Crocallis inexpectata
- Crocallis insolitaria
- Crocallis jordanaria
- Crocallis juncta
- Crocallis klapperichi
- Crocallis kochiaria
- Crocallis maculifascia
- Crocallis marginenuda
- Crocallis matillae
- Crocallis mirabica
- Crocallis multilinea
- Crocallis nigrolineata
- Crocallis obscura
- Crocallis obviaria
- Crocallis pallida
- Crocallis postlineata
- Crocallis prosapiaria
- Crocallis prunarioides
- Crocallis radiata
- Crocallis reticulata
- Crocallis rjabovi
- Crocallis signatipennis
- Crocallis solitaria
- Crocallis taurica
- Crocallis transcaucasica
- Crocallis trapezaria
- Crocallis triangularis
- Crocallis triangulata
- Crocallis tusciaria
- Crocallis undulata
- Crocallis unicolor
- Crocallis uniformata
- Crocallis virgata